# حشره‌خوار ویمر
 حشره‌خوار ویمر (نام علمی: Crocidura wimmeri) نام یک گونه از سرده حشره‌خوارهای دندان‌سفید است.